# 蛇葡萄
蛇葡萄（学名：Ampelopsis glandulosa）為葡萄科蛇葡萄屬的木質藤本植物，廣泛分布於亞洲。中國共有5個變種。
台灣稱本屬植物為山葡萄，但有複葉的成員(廣東山葡萄)，與FOC的處理不同。

## 形態特徵
落葉性灌木或爬藤，枝條圓柱狀，具脊狀突起，卷鬚2-或3-分岔。
單葉3~5裂，通常有不分裂的葉片混生；葉柄1~7公分長，葉片長3.5~14公分，寬3~11公分。葉基部5脈，側脈4或5對；葉基心形，葉的缺刻通常尖形，極少為圓形，葉緣具尖齒。
花序梗1~3公分，花柄1~3公厘；花芽小，1~2公厘，花瓣卵形~橢圓形，花藥長橢圓形，子房基部著生於花盤。漿果徑5~8公厘，具2~4枚種子，種子長橢圓形。
花期四月~八月，果期七月~十月。

## 分布
印度、緬甸、尼泊爾、越南、菲律賓、中國、臺灣、日本。黑龍江、吉林、遼寧、河北、河南、山東、江蘇、江西、浙江、安徽、福建、廣東、廣西、貴州、湖北、四川、雲南、臺灣等地海拔100~2200公尺的谷地森林、山坡灌叢的樹上或灌木上。

## 變種
- 蛇葡萄（指名变种）[2] Ampelopsis glandulosa var. glandulosa
- 东北蛇葡萄[2] Ampelopsis glandulosa var. brevipedunculata
- 光叶蛇葡萄[2] Ampelopsis glandulosa var. hancei
- 异叶蛇葡萄[2] Ampelopsis glandulosa var. heterophylla
- 牯岭蛇葡萄[2] Ampelopsis glandulosa var. kulingensis

## 外部連結
- 蛇葡萄, Sheputao 藥用植物圖像數據庫 (香港浸會大學中醫藥學院) （繁體中文）（英文）
- 山葡萄, Shanputao （页面存档备份，存于） 藥用植物圖像數據庫 (香港浸會大學中醫藥學院) （繁體中文）（英文）